# Фивейский, Александр Павлович
Александр Павлович Фивейский (1839—1883) — русский педагог.

## Биография
Родился в 1839 году в семье священника села Байловского, Мологского уезда Ярославской губернии. Учился в Ярославской духовной семинарии, по окончании курса которой в 1860 году, как лучший ученик, был послан в Московскую духовную академию, с первого курса которой перешёл на историко-филологический факультет Московского университета. В 1866 году окончил университет со степенью кандидата и стал преподавать русский язык в Тверской гимназии. В 1870 году переехал в Москву, где преподавал русский язык во 2-й московской гимназии, в лицее цесаревича Николая, в Константиновском межевом институте и в частной женской гимназии Перепелкиной. Выйдя по болезни в отставку 14 декабря 1883 года, на следующий день скончался.
Участвовал в составлении «Образцов систематического диктанта», изданных комиссией при московской 2-й гимназии (М., 1873, 1875, 1880, 1883 гг.).